# Alan McDonald
Alan McDonald (ur. 12 października 1963 w Belfaście, zm. 23 czerwca 2012 w Lisburn) – północnoirlandzki piłkarz występujący na pozycji obrońcy.

## Kariera klubowa
McDonald zawodową karierę rozpoczynał w 1981 roku w angielskim klubie Queens Park Rangers z Second Division. W 1982 roku awansował z nim do First Division. W sezonie 1982/1983 przebywał na wypożyczeniu w Charltonie Athletic z Second Division. Potem powrócił do QPR. W 1986 roku dotarł z zespołem do finału Pucharu Ligi Angielskiej, jednak QPR przegrał tam 0:3 z Oxfordem United. W 1996 roku McDonald spadł z klubem z Premier League do Division One. W 1997 roku odszedł do Swindon Town, gdzie w 1998 roku zakończył karierę.

## Kariera reprezentacyjna
W reprezentacji Irlandii Północnej McDonald zadebiutował 16 października 1985 roku w wygranym 1:0 meczu eliminacji Mistrzostw Świata 1986 z Rumunią. W 1986 roku został powołany do kadry narodowej na Mistrzostwa Świata. Zagrał tam w pojedynkach z Algierią (1:1), Hiszpanią (1:2) oraz Brazylią (0:3). Tamten mundial Irlandia Północna zakończyła na fazie grupowej. W latach 1985–1996 w drużynie narodowej McDonald rozegrał w sumie 52 spotkania i zdobył 3 bramki.